# Ustea, Borșciv
Ustea (în ucraineană Устя) este localitatea de reședință a comunei Ustea din raionul Borșciv, regiunea Ternopil, Ucraina.

## Demografie
Componența lingvistică a localității Ustea
     Ucraineană (98,82%)
     Alte limbi (1,18%)
Conform recensământului din 2001, majoritatea populației localității Ustea era vorbitoare de ucraineană (98,82%), existând în minoritate și vorbitori de alte limbi.